# Шудасола
Шудасо́ла (рос. Шудасола, марій. Шӱдысола) — присілок у складі Совєтського району Марій Ел, Росія. Входить до складу Кужмаринського сільського поселення.

## Населення
Населення — 183 особи (2010; 187 у 2002).
Національний склад (станом на 2002 рік):
- марі — 96 %